# Gastrostomie
La gastrostomie est une opération chirurgicale qui consiste à pratiquer une ouverture dans l'estomac reliée à un orifice (appelé stomie) pratiqué dans la peau au moyen d'une sonde ou d'un cathéter.
L'incision est typiquement pratiquée au niveau de l'épigastre.
Il existe trois techniques possibles: endoscopique (GPE), radiologique (GPR) ou chirurgicale.
La première gastrostomie chirurgicale a été réalisée par Charles-Emmanuel Sédillot en 1846, la première
alimentation entérale par SNG (Sonde Nasale Gastrique) est réalisée en 1876. En 1980 Gauderer et Ponsky ont donné une première description de la gastrostomie endoscopique. En 1981 Preshaw réalise la première gastrostomie radiologique. La gastrostomie est le plus souvent pratiquée au décours d'une gastrostomie endoscopique percutanée (GEP). Sauf pathologie spécifique, la gastrostomie par la technique radiologique est la moins risquée
,,.

## Indications

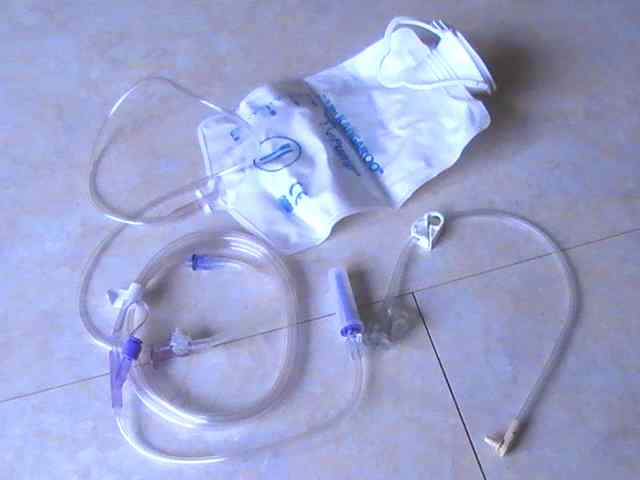
Poche d'alimentation et kit de gastrostomie

Elle est proposée lorsqu'une alimentation par voie orale se révèle être insuffisante ou impossible. 
Les autres possibilités sont la nutrition parentérale par voie intra veineuse, qui nécessite la pose d'un cathéter adapté de maniement plus délicat en raison du risque infectieux plus important et la nutrition par sonde  jéjunale. La gastrostomie est cependant plus confortable que les autres types de sondes et la renutrition optimale plus facilement atteinte.
Les indications sont non discutées lors d'un cancer ORL ou lors d'un accident vasculaire cérébral. Les autres indications sont plus controversées et doivent être discutées au cas par cas. En particulier, l'intérêt d'une nutrition de ce type n'est pas démontré chez le dément évolué. Pour les patients présentant plus généralement des troubles de la déglutition, 
la jéjunostomie percutanée endoscopique est préférable, afin de prévenir les pneumonies d'inhalation,. La broncho-pneumopathie d’inhalation par reflux du liquide nutritif dans les voies respiratoires est en effet, d'après le collège d'hépato-gastro-entérologie, la complication majeure de la nutrition entérale.